# Джамбоза

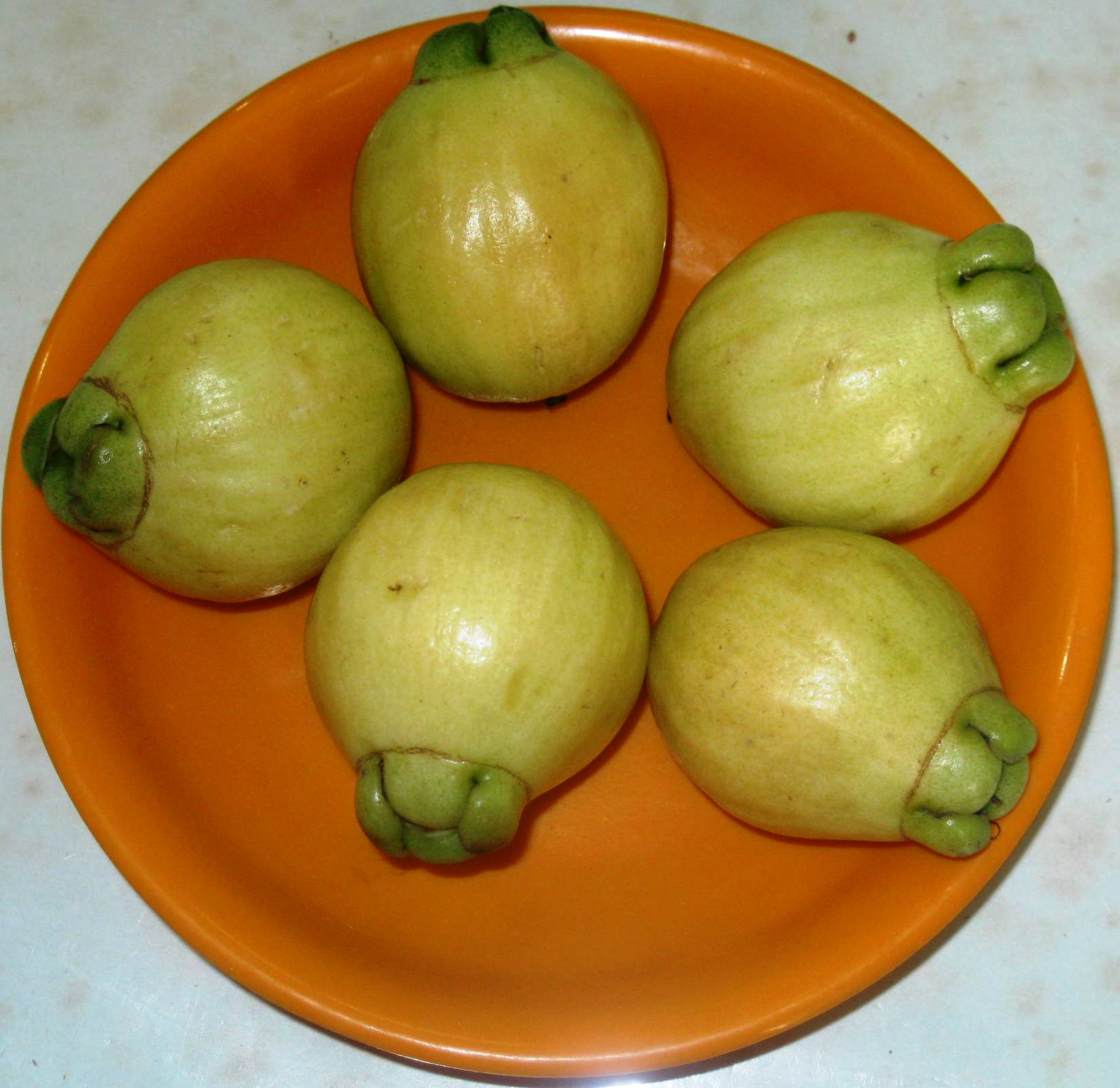
Джамбоза, спелый

Джамбоза, помароза, или розовое яблоко (лат. Syzygium jambos) — плодовое дерево семейства Миртовые.

## Описание
Розовое яблоко — вечнозелёное дерево высотой 7,5—12 м с плотной кроной. Листья ланцетовидные или эллиптические, глянцевые кожистые тёмно-зелёные, 10—22 см длиной и 2,5—6,25 см шириной. Молодые листья окрашены в розовый цвет. Цветки кремово-белые или зеленовато-белые, 5—10 см шириной, с 300 яркими тычинками до 4 см длиной, с четырёхдольной чашечкой и четырьмя бело-зелёными вогнутыми лепестками. Плод овальный, круглый или слегка грушевидный, длиной 4—5 см, сверху накрыт зелёной жёсткой чашечкой. Под тонкой гладкой бледно-жёлтой или белой кожицей с розовым налётом содержится хрустящая рыхлая сладкая мякоть с ароматом розы. В пустой сердцевине расположено 1—4 коричневых семени 1—1,6 см длиной.

## Распространение
Родина Розового яблока — Восточная Индия и Малайзия. Издавна выращивалось на Шри-Ланке, в Индокитае и на тихоокеанских островах. В 1762 году было завезено на Ямайку и распространилось на Антильские, Багамские, Бермудские острова, и равнинную часть Центральной и Южной Америки; от Южной Мексики до Перу. С конца девятнадцатого века культивируется в тропической Африке, на островах Пембе, Занзибаре, Реюньоне и в Австралии.

## Использование
Плоды Розового яблока едятся в свежем виде, тушатся с сахаром. Из них изготавливают джемы, желе, сиропы и соусы. Из листьев извлекается эфирное масло. Кора дерева богата танином.

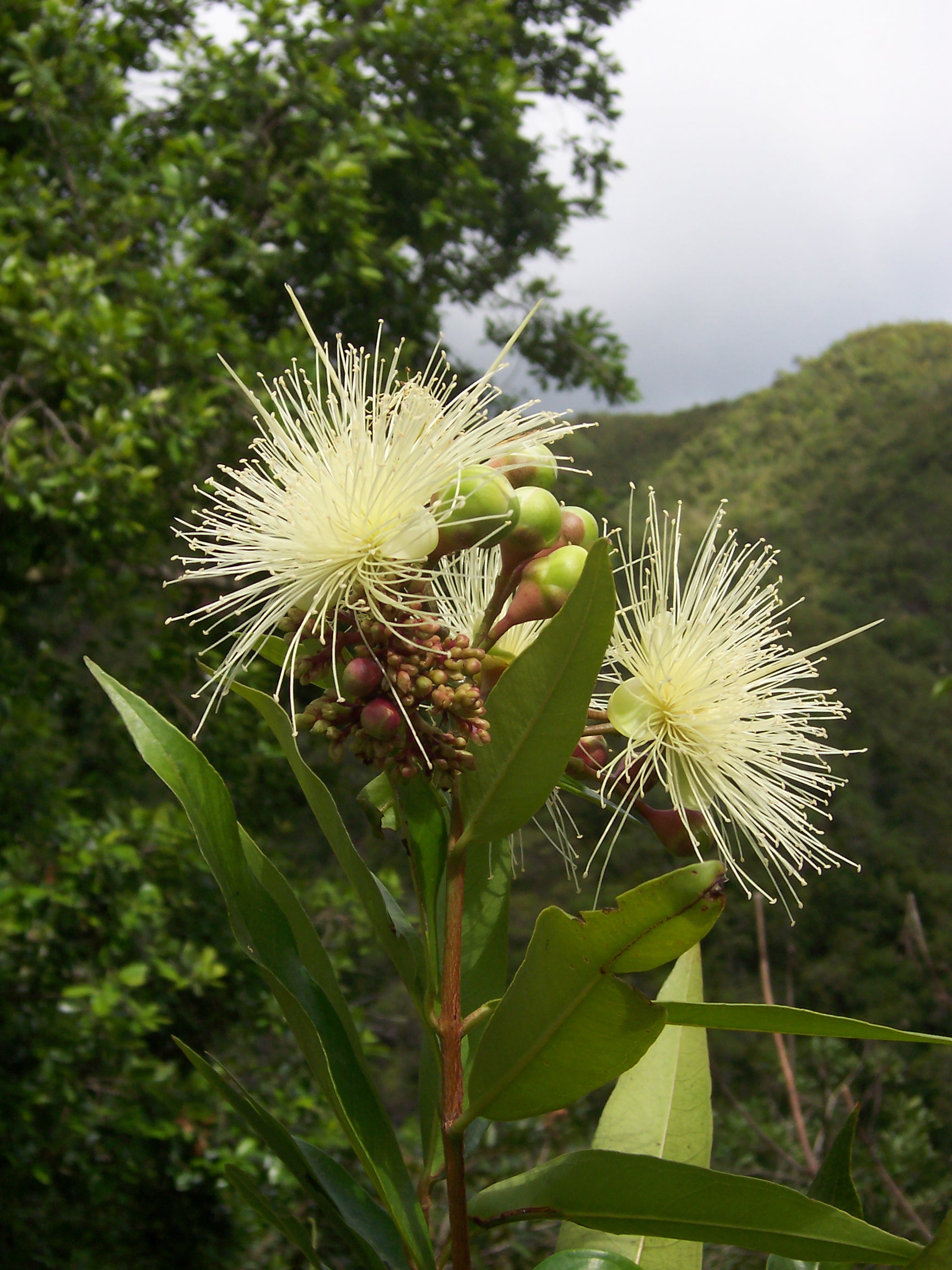
Листья и цветы
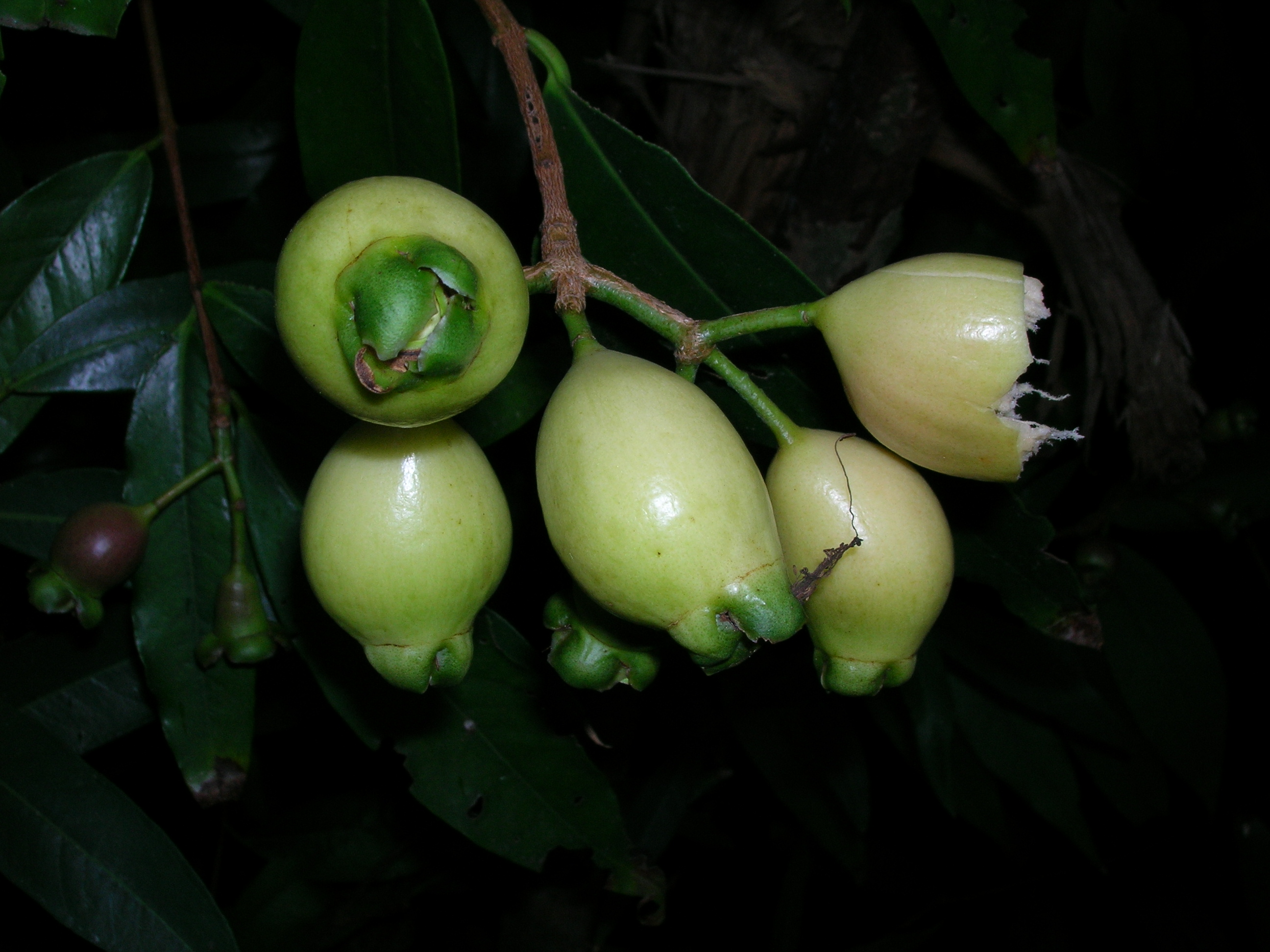
Плоды
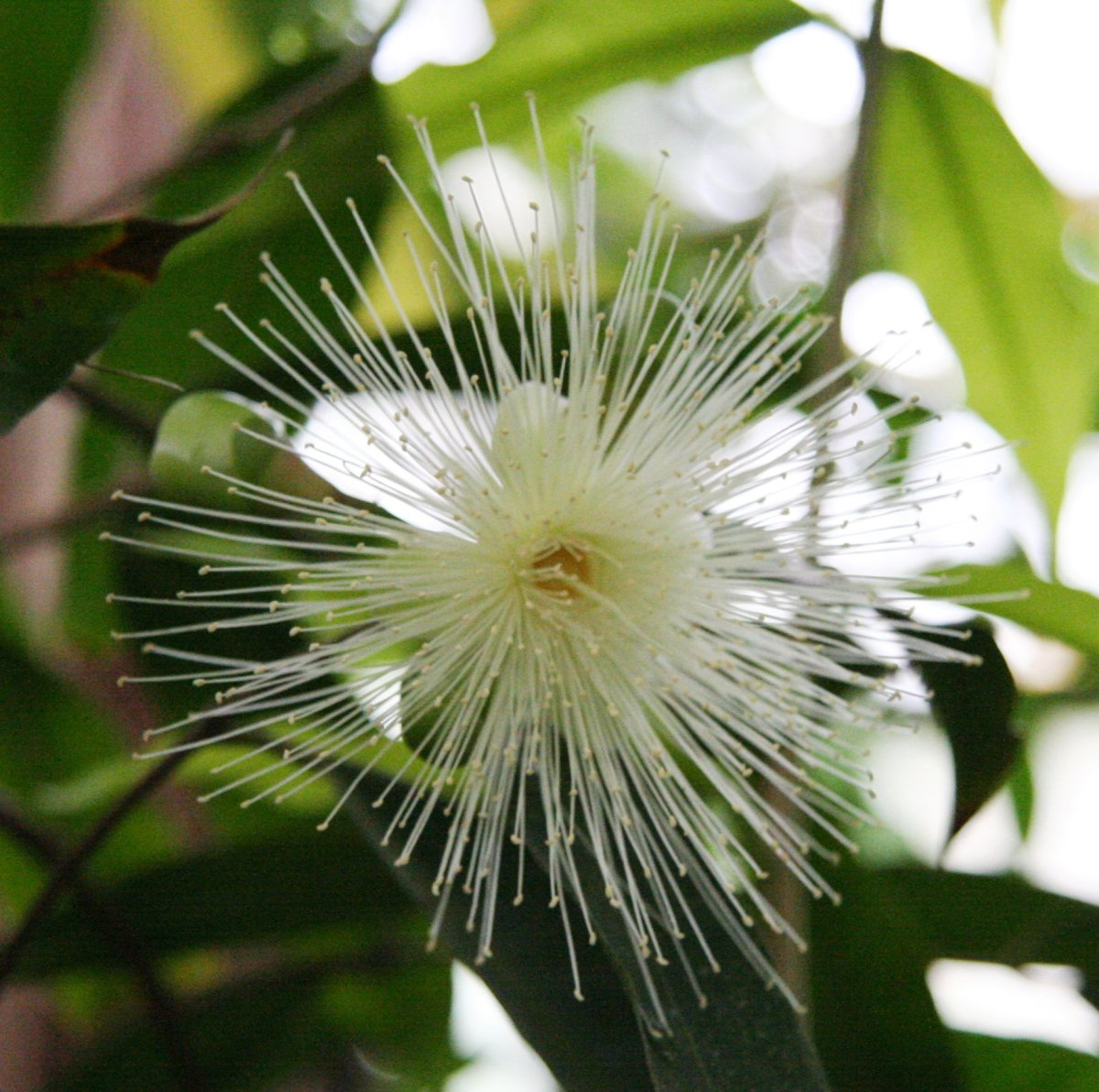
Цветок